# Szełubiej
Szełubiej (ros. Шелубей) – jezioro w Rejonie tieńguszewskim w Republice Mordowii w Rosji.
Jezioro leży w zalewie rzeki Mokszy, której dopływem jest wypływająca z Szełubieja Wiażga. Ze względu na znaczne nachylenie dna i głębokość jest słabo zarośnięte i wyróżnia się czystą, przezroczystą wodą. Tam, gdzie wybrzeże jest wysokie, na krawędzi wody tworzy się wąski pas turzycy. W płytkich wodach w pobliżu łagodnych brzegów rozwijają się zarośla trzcin jeziornych. Wzdłuż zachodniego brzegu znajduje się reliktowy gaj dębowy o powierzchni ok. 50 ha. Wschodnie wybrzeże jest reprezentowane przez łąki o wysokiej trawie, suche łąki podmokłe zagłębienia.
Dekretem Rady Ministrów Mordwińskiej Autonomicznej Socjalistycznej Republiki Radzieckiej z dnia 30 października 1974 r. jezioro Szełubiej zostało uznane za obszar chroniony, pomnik przyrody.